# Þ
Þ þ es una letra de los alfabetos anglosajón e islandés. También se usó en Escandinavia en la Edad Media, pero luego fue sustituido por la th.
Su nombre es thorn o þorn (/θoɾn/) y deriva de la runa ᚦ, también llamada thorn ("espina") en anglosajón y thurs ("gigante") en Escandinavia.
Tiene dos posibles pronunciaciones:
- interdental fricativa sorda [θ], como la z española de zorro;
- dental fricativa sonora [ð], como a la d de cada.

El islandés ha restringido el uso al primero de los casos, empleando para el segundo fonema la letra ð (eth).

## Usos

### Inglés
La Þ se usó para escribir en inglés medio antes de la invención de la imprenta.
William Caxton, el primer impresor en Inglaterra, trajo consigo un juego de letras realizado en la Europa Continental, que no contenía Þ (thorn), Ȝ (yogh) ni Ð (eth). Así que sustituyó la letra Þ por una Y. No fue una elección arbitraria de Caxton: en algunos manuscritos de principios del siglo XIV las letras Y y Þ ya son idénticas.
The se escribe como YE a lo largo de toda la edición de la Biblia del Rey Jaime (siglo XVII). De hecho, el uso de Y en lugar de Þ todavía se ven en lápidas y en la frase hecha Ye Olde ("El viejo"), empleada para dar un aire de la "Vieja Inglaterra" a los nombres de establecimientos, como por ejemplo Ye Olde English Pubbe ("La vieja taberna inglesa"). Esta circunstancia ha llevado a que el artículo definido the sea a menudo leído, intencionadamente o no, como yi.

### Islandés
El idioma islandés es el único idioma vivo en conservar la letra thorn (en islandés; þ, pronunciada como þoddn, [θ̠ɔtn̥] o þordn, [θ̠ɔrtn̥] en el uso común). La letra es la trigésima en el alfabeto islandés; es transliterada a th cuando no puede ser reproducida y nunca aparece al final de una palabra. Su pronunciación no ha variado mucho, pero antes de la introducción del carácter eth, la þ era utilizada para representar el sonido [ð], como en la palabra "verþa", que se escribe verða (significa "convertirse") en islandés moderno o en la ortografía normalizada. La þ se tomó originalmente del alfabeto rúnico y es descrita en el primer tratado gramatical:

Staf þann er flestir menn kalla þ þann kalla ég af því heldur þe að þá er það atkvæði hans í hverju máli sem eftir lifir nafnsins er úr er tekinn raddarstafur úr nafni hans, sem alla hefi ég samhljóðendur samda í það mark nú sem ég reit snemma í þeirra umræðu. Skal þ standa fyrri í stafrófi en titull þó að ég hafi síðar umræðu um hann því að hann er síðast í fundinn, en af því fyrr um titul að hann var áður í stafrófi og ég lét hann þeim fylgja í umræðu eru honum líkir þarfnast sína jartein. Höfuðstaf þe-sins rita ég hvergi nema í vers upphafi því að hans atkvæði má eigi æxla þótt hann standi eftir raddarstaf í samstöfun.
Primer gramático, primer tratado gramatical

Por ejemplo, el nombre patronímico de la atleta islandesa Anníe Mist Þórisdóttir es anglicizado como Thorisdottir.

### Gótico
La þ se utiliza como romanización de 𐌸 (que, como en inglés e islandés, representa la fricativa dental sorda θ)

## Representación informática
La letra posee las siguientes representaciones Unicode:
- Mayúscula Þ: U+00DE
- Minúscula þ: U+00FE

En un teclado QWERTY normal puede obtenerse mediante las combinaciones de teclas de Alt más teclado numérico: Alt+0222 (Þ , mayúscula) y Alt+0254 (þ , minúscula).